# Bearnaisesås

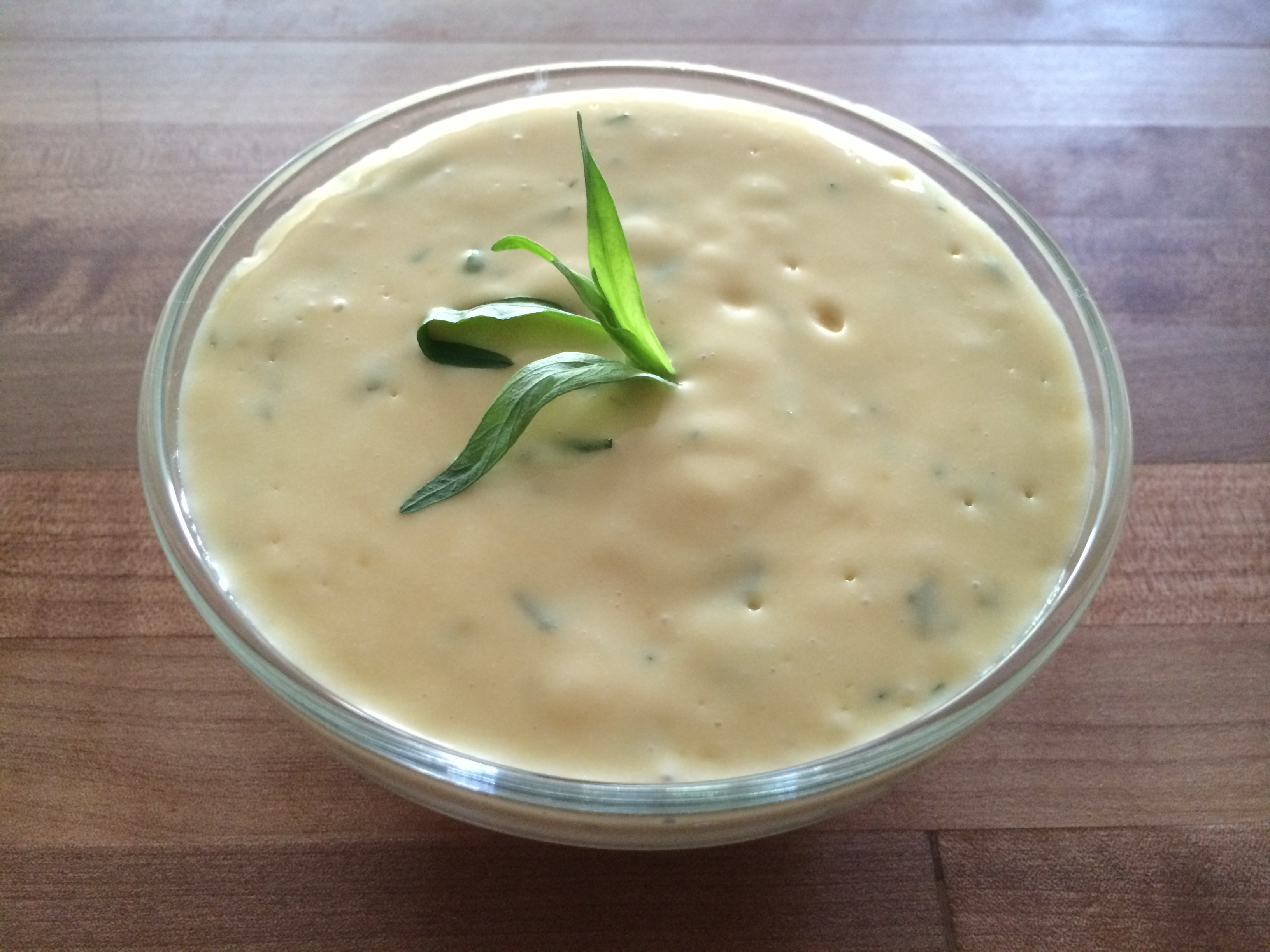
Bearnaisesås.

Bearnaisesås (även bearnaise, [bea(r)'nɛ:s], franska: la sauce béarnaise) är en sås bestående av bland annat skirat smör, äggulor, schalottenlök, körvel, dragon, persilja och vinäger. Såsen tillreds genom att äggulor och smör vispas ned i varm, kryddad vinäger och bildar en emulsion. Detta gör bearnaisesåsen till en av de allra fetaste (cirka 21% fett) och mest energirika (960 kJ per 100 gram) såserna. Den passar särskilt bra till kött. Det finns ett otal receptvarianter där kryddningen varierar, men gemensamt är att dragon ska ingå. Även rosmarin och kummin är populära kryddor.

## Historik
Såsen skapades till invigningsmenyn för restaurangen Le Pavillon Henri IV i Saint-Germain-en-Laye utanför Paris av restaurangens chefskock år 1836. Restaurangen hade fått namnet efter den franske renässanskungen Henrik IV som kom från det sydfranska Béarn, som då var ett eget landskap. För att knyta an till kungen kallade kocken såsen bearnaisisk (franska: sauce béarnaise).

## Varianter på bearnaisesås
Ur bearnaisesåsen har det uppkommit flera varianter som fått egna namn:
- Choronsås är en bearnaisesås med tomatpuré[2] som bland annat passar till stekt eller grillat biffkött. Såsen är uppkallad efter den franske köksmästaren Alexandre Étienne Choron (1837–1924).
- Foyotsås är en bearnaisesås som är spädd med köttsky[2] från rätten som den serveras till eller köttextrakt. Den kallas också Valoissås.
- Colbertsås är en foyotsås med vitt vin. Den är uppkallad efter Ludvig XIV av Frankrikes finansminister Jean-Baptiste Colbert (1619-1683).
- Paloisesås är en béarnaisesås med mynta istället för dragon. Såsen har fått sitt namn efter staden Pau, huvudort i det före detta grevskapet Béarn.